# Harrsjön (Hammerdals socken, Jämtland)
Harrsjön är en sjö i Strömsunds kommun i Jämtland och ingår i Ångermanälvens huvudavrinningsområde. Sjön har en area på 0,5 kvadratkilometer och ligger 322,9 meter över havet. Sjön avvattnas av vattendraget Flodalsbäcken.

## Delavrinningsområde
Harrsjön ingår i det delavrinningsområde (705653-150031) som SMHI kallar för Mynnar i Görviksjön. Medelhöjden är 367 meter över havet och ytan är 23,02 kvadratkilometer. Det finns inga avrinningsområden uppströms utan avrinningsområdet är högsta punkten. Flodalsbäcken som avvattnar avrinningsområdet har biflödesordning 4, vilket innebär att vattnet flödar genom totalt 4 vattendrag innan det når havet efter 227 kilometer. Avrinningsområdet består mestadels av skog (72 procent) och sankmarker (23 procent). Avrinningsområdet har 0,5 kvadratkilometer vattenytor vilket ger det en sjöprocent på 2,2 procent.